# Kristian Blummenfelt
Kristian Blummenfelt, född 14 februari 1994, är en norsk triatlet. Han tog guld vid olympiska sommarspelen 2020 i triatlon.